# Zen (cognome)
Zen è un cognome diffuso nelle Venezie (e in Alta Valtellina) e raramente nel sud peninsulare. 

## Varianti
Zena, Zene, Zeni, Zeno. 

## Etimologia
Deriva dal nome Zeno o Zenone, che continua il personale latino di età imperiale Zeno, portato da un imperatore di Bisanzio del V secolo, adattamento del greco Zē'nōn Zē'nonis, che è probabilmente un ipocoristico apocopato (caduta della sillaba finale) di nomi greci composti con il primo elemento Zēn-, da Zē'n "Zeus"; come Zēnodotos o Zēnodōros "dono di Zeus". Se il nome si è diffuso grandemente in Veneto, ciò è dovuto anche al prestigio e al culto locale di San Zeno o Zenone, vescovo nel IV secolo di 
Verona e patrono della città.
Il cognome è presente anche in Brasile, nella città di Nuova Venezia, dove è stato portato da emigranti veneti nel XIX secolo.

## Persone
- Carlo Zen (1334-1418) - ammiraglio italiano
- Daniel Zen (1584-1628) - vescovo cattolico austriaco
- Giovanni Zen (...-...) - calciatore italiano
- Leo Zen - storico italiano
- Lucas Zen (1991) - calciatore brasiliano
- Renier Zen (1200 circa-1268) - doge della Repubblica di Venezia

### Variante Zeni
- Bartolomeo Zeni (1730-1809) - pittore
- Domenico Zeni (1762-1819) - pittore